# NGC 4190
NGC 4190 (również PGC 39023 lub UGC 7232) – galaktyka nieregularna (Im/P), znajdująca się w gwiazdozbiorze Psów Gończych. Została odkryta 1 maja 1785 roku przez Williama Herschela. Jest to galaktyka o niskiej jasności powierzchniowej. Należy do grupy galaktyk M94.